# پراکسی معکوس

نمونه‌ای از پراکسی معکوس

پراکسی معکوس (انگلیسی: Reverse proxy) در شبکه‌های کامپیوتری به گونه‌ای از پراکسی سرور اطلاق می‌شود، که منابع و درخواست‌های یک کلاینت را دریافت و به یک یا چند سرور هدایت می‌کند. عملکرد پراکسی‌های معکوس، برعکس عملکرد پراکسی سرورها (فوروارد پراکسی) است و درخواست‌های کاربران را از بیرون شبکه داخلی دریافت می‌کنند، اما پروکسی سرورها درخواست‌ها را از داخل شبکه دریافت و به بیرون شبکه یا اینترنت، ارسال می‌نمایند.
در پراکسی معکوس وقتی یک کاربر درخواستی را برای یک وب سرور ارسال می‌کند، ارتباط توسط این پراکسی معکوس، قطع شده و خودش درخواست را برای وب سرور ارسال و از آن پاسخ را دریافت کرده و درنهایت آن را برای کاربر ارسال می‌کند.

مزایای استفاده از پراکسی معکوس عبارت است از:
- عمل Load Balancing
- محافظت در برابر حمله ها
- عمل Caching
- رمزنگاری با پروتکل SSL

بسیاری از سازمان‌ها سرور پراکسی معکوس اختصاصی برای خود راه‌اندازی می‌کنند. برای اینکار می‌توانید از نرم افزارهایی مانند HAProxy یا Nginx استفاده نمایید. علاوه بر این می‌توانید برای استفاده از تمامی مزیت‌های یک پراکسی معکوس، از CDNهای موجود در اینترنت نیز استفاده کنید که می‌توانند امنیت سایت شما را بسیار بالا ببرند. نمونه بسیار شناخته شده خارجی این نوع CDN، شرکت کلودفلر و نمونه ایرانی، ابرآروان است.